# Megascops cooperi
Megascops cooperi là một loài chim trong họ Strigidae.